# Cade Otton
Cade Otton (Tumwater, Washington, 15 de abril de 1999) es un jugador profesional estadounidense de fútbol americano, se desempeña en la posición de tight end en Tampa Bay Buccaneers, en la National Football League (NFL).

## Carrera
Fue seleccionado en la cuarta ronda en la Reunión Anual de Selección de Jugadores de la NFL de 2022. Hizo su debut profesional con el equipo Tampa Bay Buccaneers, donde lleva jugando dos temporadas.